# پیکسهول واتر
پیکسهول واتر (به انگلیسی: Peakshole Water) رودخانه‌ای است که در انگلستان جریان دارد.